# テクニカルマーケティング
テクニカルマーケティングは製品の仕様と主要機能に焦点を当てたマーケティングの手法。
市場へ浸透するコストと時間を削減するためにインターネットやウェブサイトを利用したコンテンツマーケティング、デジタルマーケティングツールを用いて情報の収集や分析をしておこなう技術的なマーケティング方法をさす。
企業の経営陣やプロダクトマネージャーと協力してサービスやプロダクトの生産・消費フローを調査・分析、または競合他社との比較をおこなう。主にモダンな技術を利用し、サービスの提供方法を新たに開拓する。